# 福米耶洛喷泉
福米耶洛喷泉（意大利语：Fontana del Formiello）是意大利那不勒斯一处历史悠久的公共喷泉，位于卡普阿城堡（Castel Capuano）的后面，面向恩里科德尼科拉广场（Piazza Enrico de Nicola），福米耶洛圣加大肋纳堂（Chiesa di Santa Caterina a Formiello）及修道院的街对面。“福米耶洛”一词是指修道院内的喷水口的样式或容器。喷泉在19世纪后期用于储存,1930年在此重建。

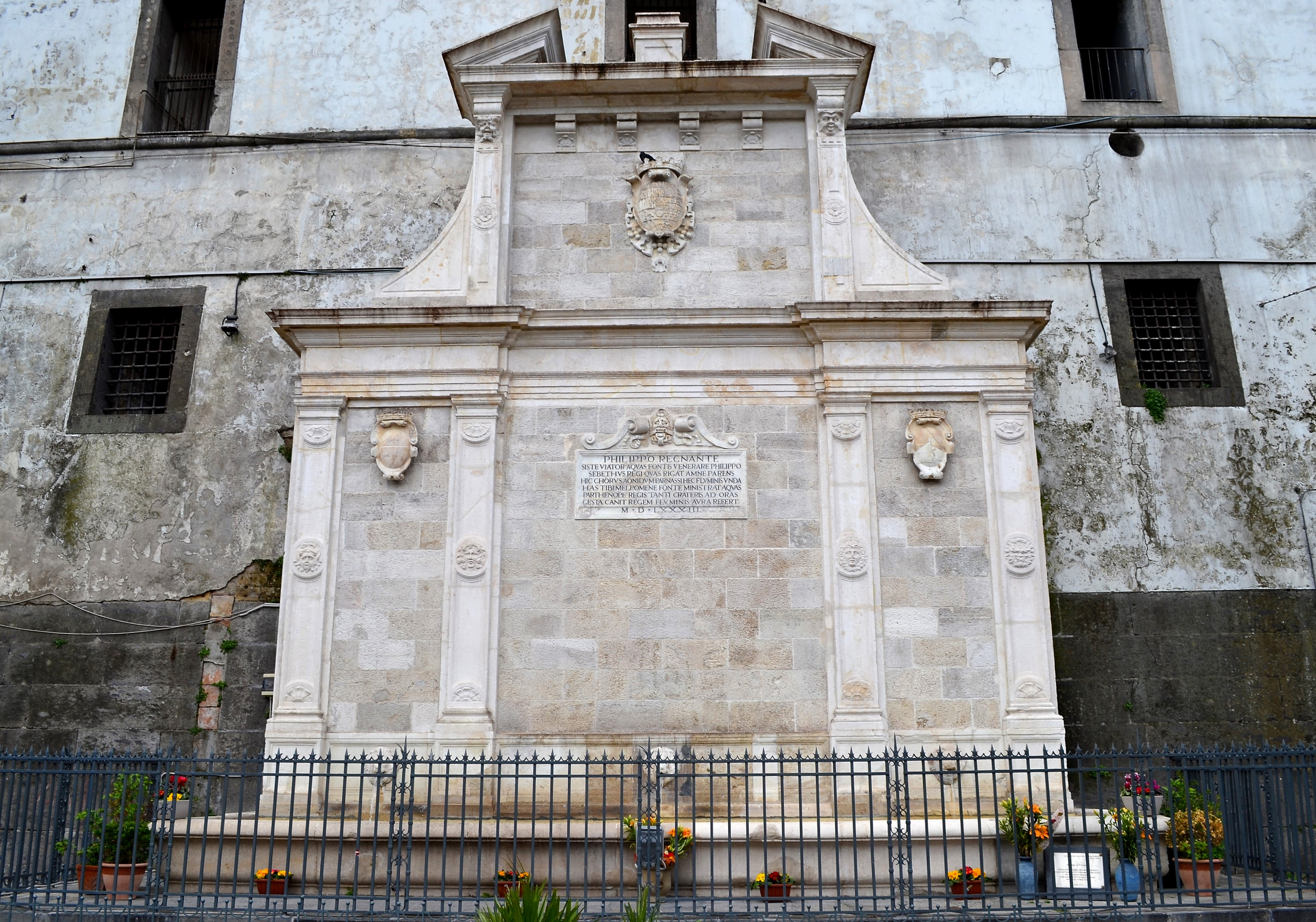
福米耶洛喷泉

马斯特罗·约瑟佩和米歇尔·德·吉多于1573年受命重建一座中世纪喷泉，最初称为皇家与阿布拉托奥喷泉（Fontana Reale con Abeveratoio），是马匹的饮水点。三只狮子面具漏出水来，而上部有总督奥苏纳公爵佩德罗·特列兹·吉隆的纹章。一块牌子上写着拉丁文：“在腓力二世 (西班牙)执政时，旅行者在此停下，赞美塞贝托河的河水是阿尼迪的合唱团、帕纳塞斯山的波浪，这里为您提供墨爾波墨涅的泉源，歌唱国王的作品。”
据传，在17世纪，总督阿拉贡的佩德罗·安东尼奥增加了腓力四世 (西班牙)的雕像，但遭到那不勒斯人民的拒绝
。